# Caungula
Caungula és un municipi de la província de Lunda-Nord. Té una població de 27.099 habitants. Comprèn les comunes de Caungula i Camaxilo. Limita al nord amb la República Democràtica del Congo, a l'est amb el municipi de Cuílo, al sud amb el municipi de Lubalo, i a l'oest amb el municipi de Cuango.